# 251 (szám)
A 251 (kétszázötvenegy) a 250 és 252 között található természetes szám.

## A matematikában
Prímszám. Jó prím. Pillai-prím.